# Massa polar atlântica

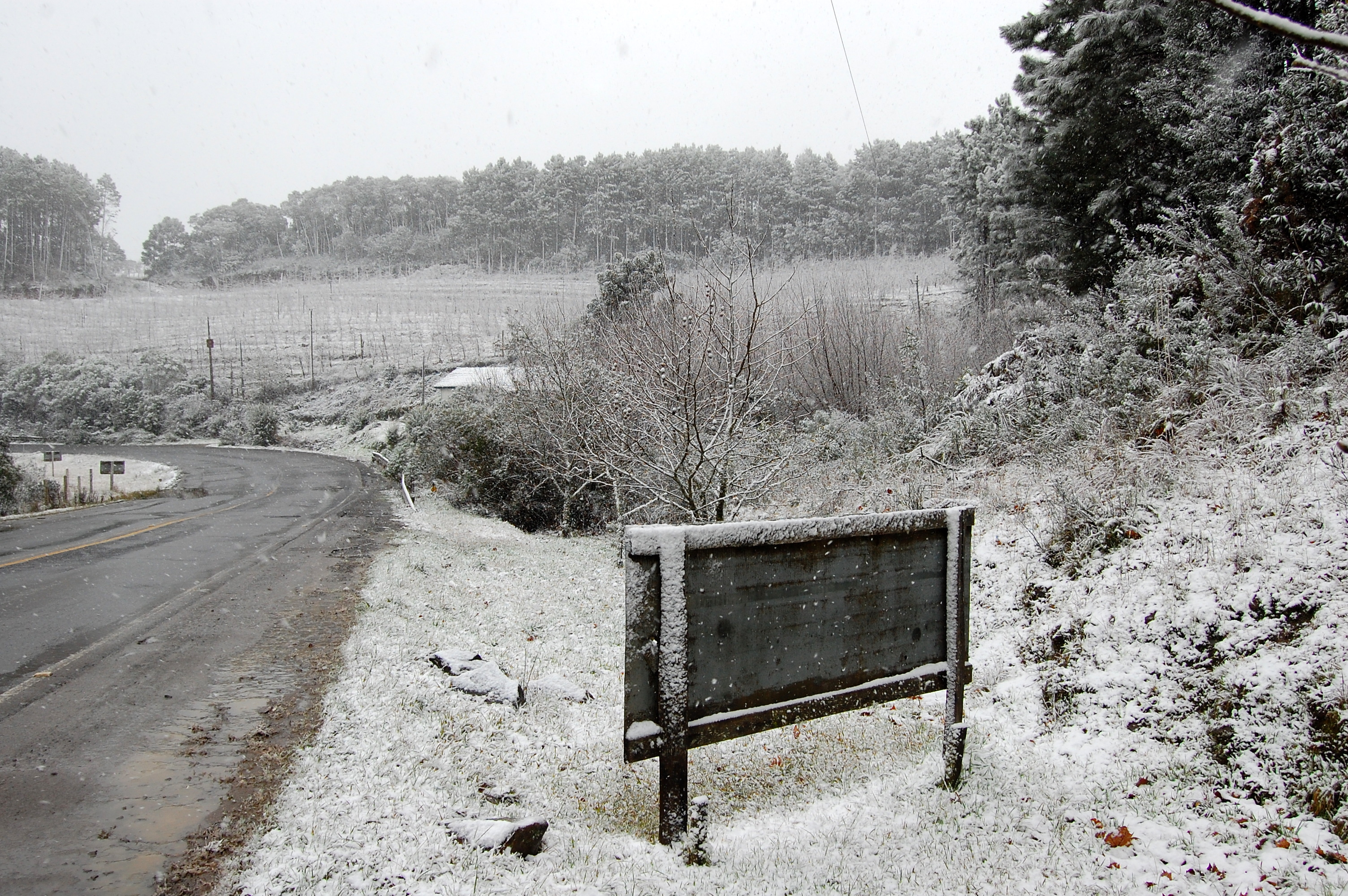
Neve na zona rural de São Joaquim, Santa Catarina: a ocorrência do fenômeno é associada à atuação da massa polar atlântica.

A massa polar atlântica (mPa) é uma massa de ar de aspecto frio e úmido que é originada no Oceano Atlântico, entre o Polo Sul e a Patagônia. Atua em especial no inverno do hemisfério sul, quando favorece a influência de frentes frias principalmente na Região Sul do Brasil, provocando dias seguidos de chuvas e temperaturas baixas. Sendo assim, configura-se como um dos principais influenciadores do regime pluviométrico nessa região de clima subtropical e sua presença também é associada a ocorrências de neve.